# Bețișoare

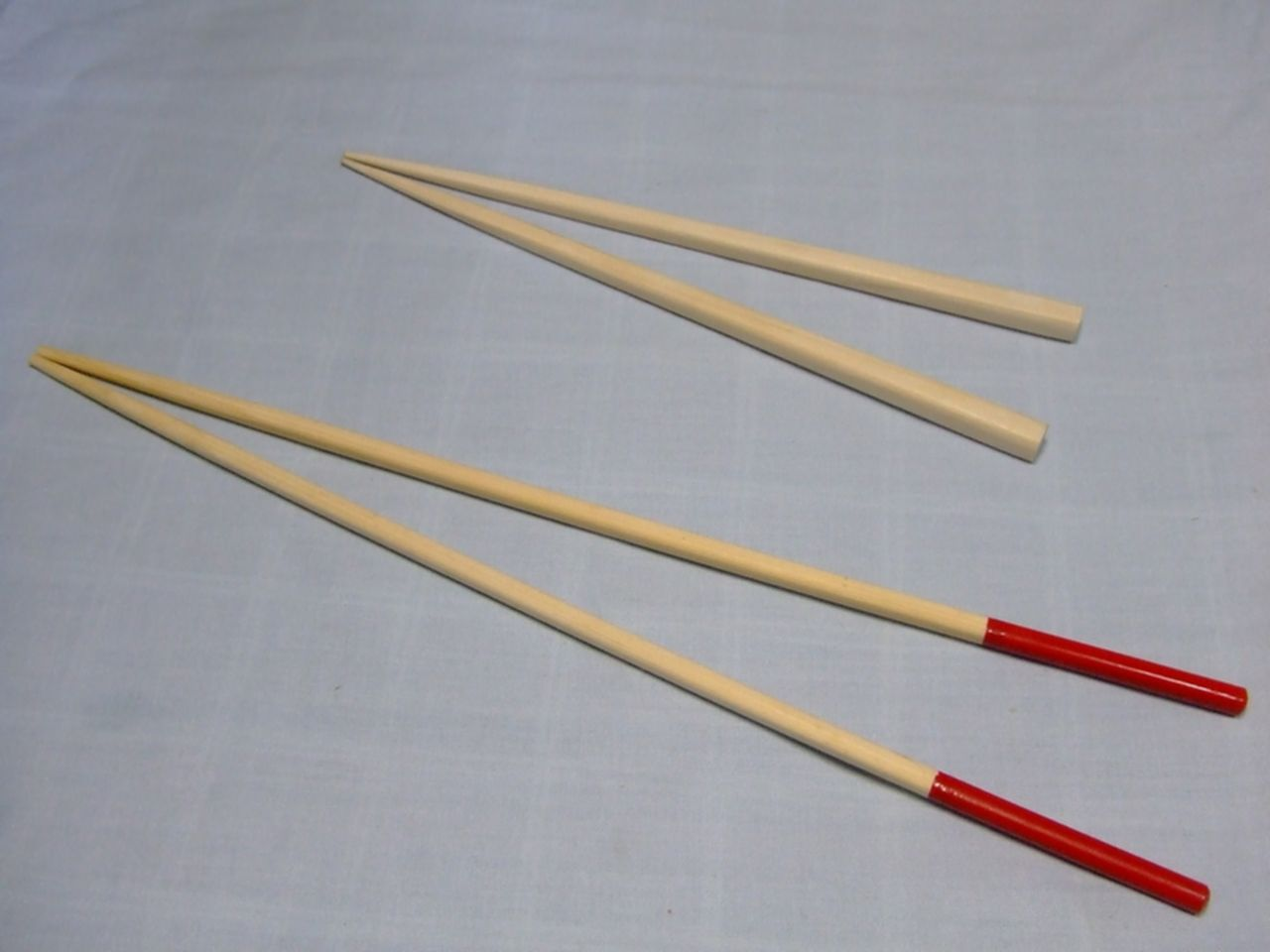
Două tipuri de bețișoare japoneze, de lungimi diferite, utilizate pentru mâncat (sus) și gătit (jos).

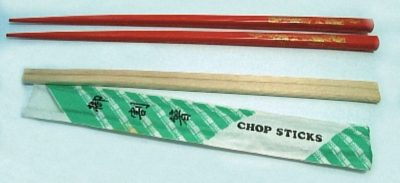
Bețișoare din plastic și din lemn

Bețișoarele (în engleză chopsticks) sunt o pereche de două bucăți de lemn sau alt material, de dimensiuni egale, care au fost folosite pe post de tacâmuri în majoritatea Asiei de Est, de peste trei milenii. Acestea sunt ținute în mână, cu ajutorul degetelor, și sunt astfel utilizate pentru a ridica mâncarea sau pentru a folosi la pregătirea mâncării.

## Istoric
Folosite pentru prima dată de către chinezi, bețișoarele s-au răspândit mai târziu și în alte țări din sfera culturală din Asia de Est, inclusiv Japonia, Coreea și Vietnam. Pe măsură ce etnicii chinezi au emigrat, utilizarea bețișoarelor s-a extins și în statele din Asia de Sud și de Sud-Est, precum Cambodgia, Laos, Nepal, Myanmar, Singapore și Thailanda. În India (majoritar în regiunea Himalaya), Laos, Myanmar, Thailanda și Nepal, bețișoarele sunt în general folosite pentru a mânca tăiței. Bețișoarele erau fabricate din bambus sau lemn, iar ulterior chiar din fildeș, ceramică sau metale prețioase, originea lor fiind în Dinastia Shang din China (c. 1766–c. 1122 î.Hr.).

## Denumiri
În chineza standard, termenul utilizat este kuàizi (chineză: 筷子). Primul caracter (筷) este format din componentele 快 (însemnând „rapid”) și 竹 (însemnând „bambus”), sub forma radicalului ⺮. Cel mai probabil, termenul utilizat în engleză chopstick provine de la chop chop, însemnând „rapid”. În limba japoneză, bețișoarele se numesc 箸 (hashi). Mai sunt cunoscute ca おてもと (otemoto), unde te înseamnă „mână”, iar moto înseamnă „în jurul”.

## Caracteristici

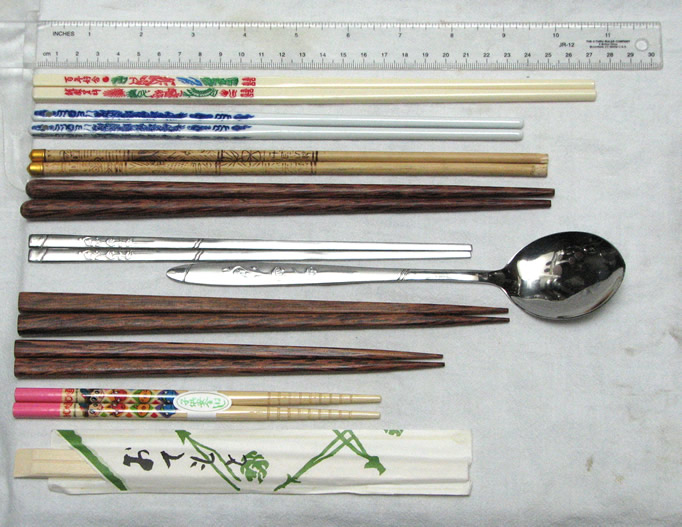
Diferite tipuri de bețișoare

În prezent, bețișoarele sunt fabricate din lemn, bambus sau plastic, de obicei fără decorațiuni, deși există și varietăți lăcuite și decorate. În general, cele utilizate în China sunt mai lungi și mai puțin ascuțite, iar cele utilizate în Japonia sunt de formă conică alungită. De asemenea, în Japonia sunt folosite mai multe tipuri de bețișoare, de exemplu pentru gătit sau mâncat, uneori doar pentru evenimente specifice (nunți sau înmormântări).
În Coreea se utilizează bețișoarele din metal (uzual din oțel inoxidabil sau alamă), cu suprafață aspră la capete pentru a diminua alunecarea, spre deosebire de cele chinezești și japoneze care sunt fabricate din materiale de origine naturală. Bețișoarele utilizate în Vietnam sunt similare cu cele chinezești, fiind de obicei fabricate din lemn sau bambus, acoperite cu lac. În Nepal, bețișoarele sunt fabricate din bambus și sunt mai scurte.
Unele materiale, precum fildeșul, jadul, aurul și argintul, sunt rezervate pentru a fabrica bețișoare de lux. Cele de argint erau populare pentru persoanele bogate, deoarece se credea (în mod greșit) că acestea se înnegresc în contactul cu otrava din mâncare.